# 말젖

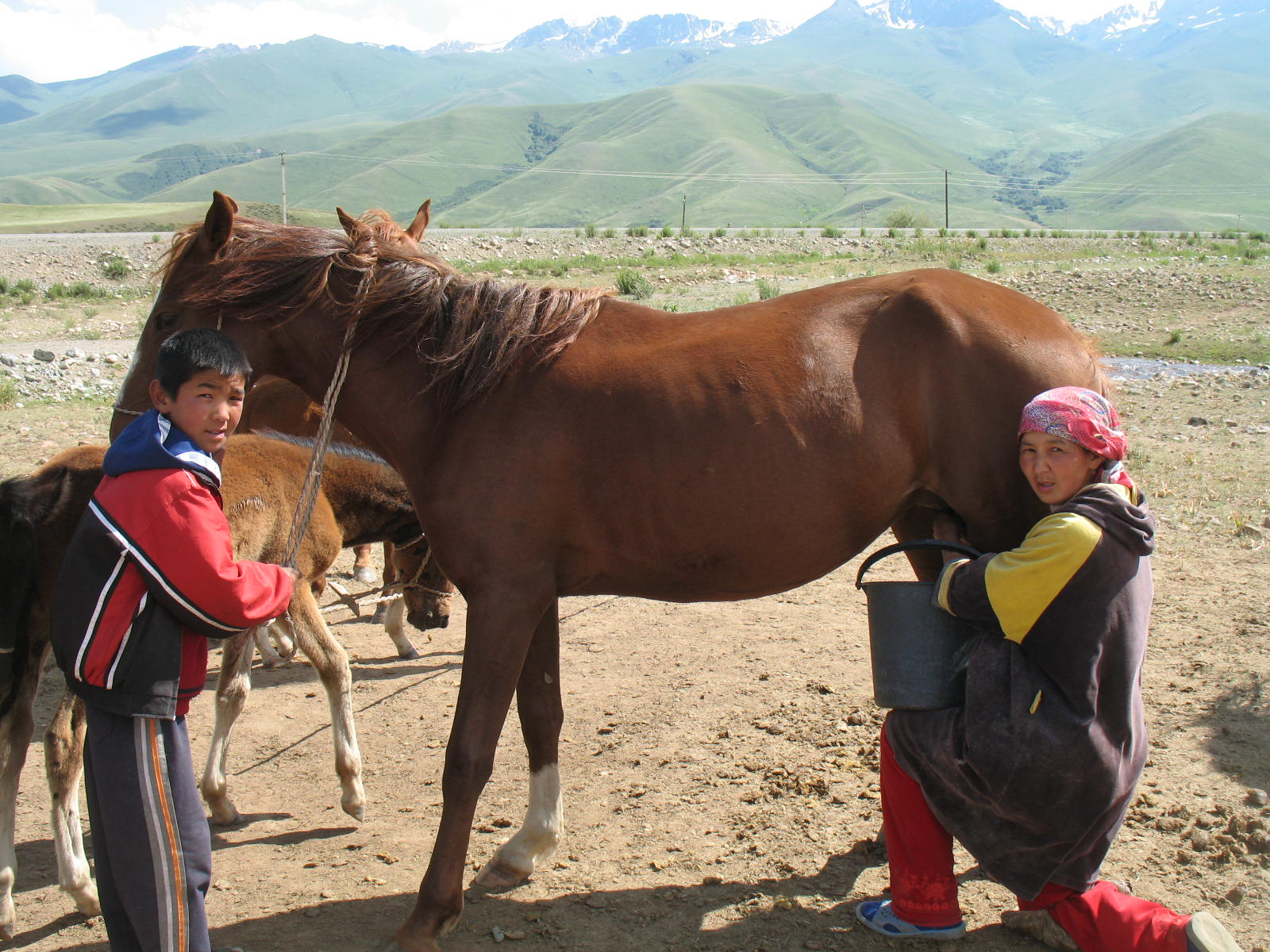
말젖을 짜고 있는 모습. 2008년 키르키스스탄

말젖(영어: Horse milk) 또는 마유(馬乳)는 말의 젖이다. 유청 단백질, 고도불포화지방산, 비타민 C가 풍부하며 크므즈의 주요 원료이다. 독일을 포함한 일부 유럽 국가들에서는 파우더 형태로 판매된다.
동료 검토를 거친 논문에 따르면 아토피 피부염이나 습진을 줄여줄 수 있다. 화장품을 제조하기 위해 사용되며 소가 아닌 낙타 레닛으로 치즈를 구성할 수 있다.

## 같이 보기
- 말 (동물)
- 암말
- 우유